# Хазратбал
Хазратбал — мечеть в Срінаґарі, Кашмір, Індія. Назва мечеті буквально означає «Священне місце».
На думку багатьох мусульман, мечеть була побудована для зберігання святині — волосся пророка Мухаммеда.
Зустрічається декілька назв святині, такі як Хазратбал, Ассар Шаріф та інші.

## Історія
Згідно з легендою, святиню до Індії першим приніс Саїд Абдулла, нащадок Мухаммеда, що покинув Медіну та оселився недалеко від Хайдарабаду у 1635 році. 